# Gwiazdosz długoszyjkowy

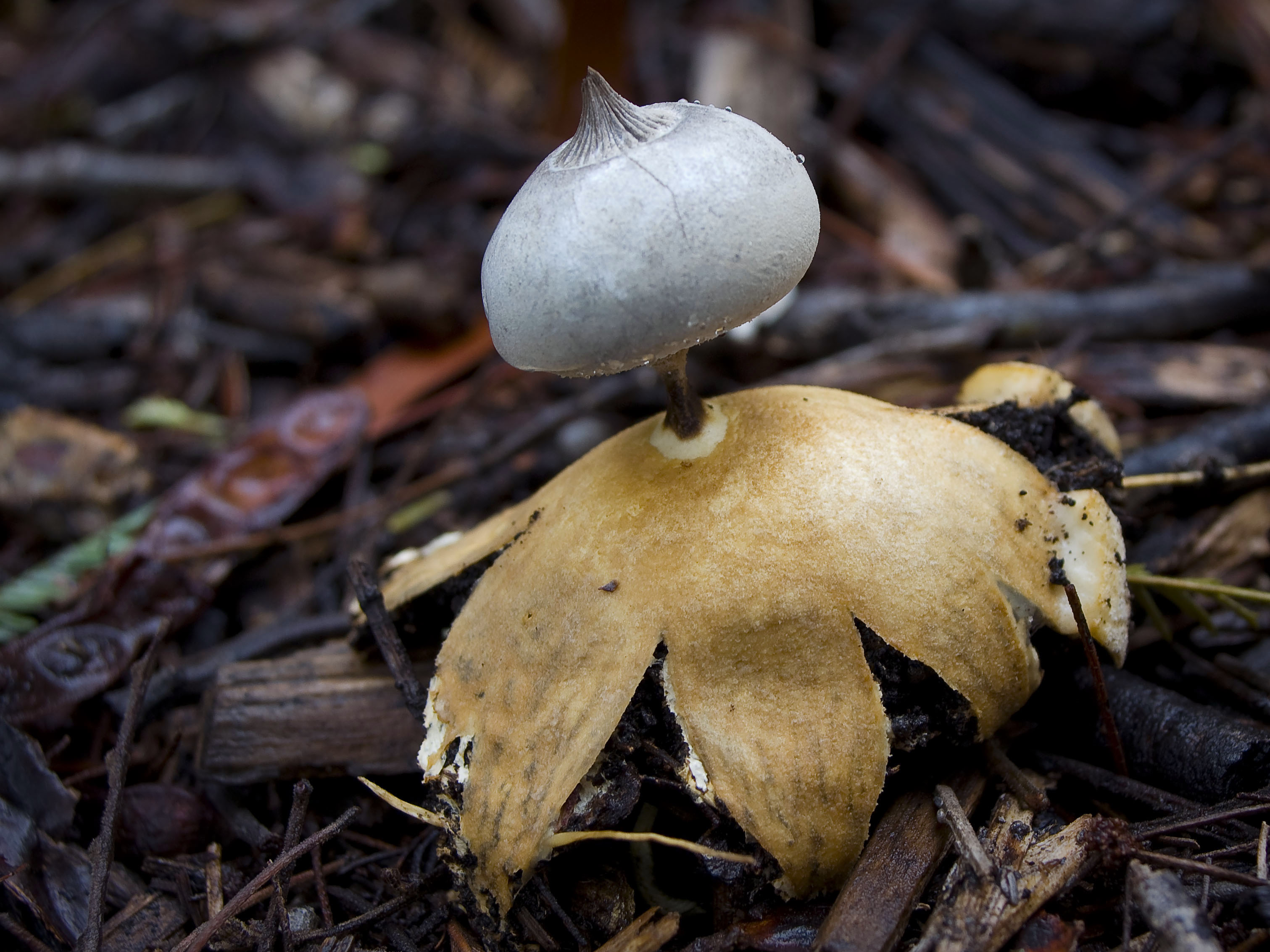

Gwiazdosz długoszyjkowy, gwiazdosz grzebieniasty (Geastrum pectinatum Pers.) – gatunek grzybów należący do rodziny gwiazdoszowatych.

## Systematyka i nazewnictwo
Pozycja w klasyfikacji według Index Fungorum: Geastrum, Geastraceae, Geastrales, Phallomycetidae, Agaricomycetes, Agaricomycotina, Basidiomycota, Fungi.
Po raz pierwszy opisał go Christiaan Hendrik Persoon w 1801 r. Synonimy:
- Geastrum pectinatum var. tenuipes (Berk.) Cleland & Cheel, (1915)
- Geastrum plicatum Berk. (1839)
- Geastrum tenuipes Berk. (1848)

Nazwę polską podał Władysław Wojewoda w 1999 r. W polskim piśmiennictwie mykologicznym gatunek ten opisywany był też jako promiennik grzebieniasty i gwiazdosz grzebieniasty.

## Morfologia
Owocnik
Młode owocniki są zamknięte, kulistawe, o średnicy 1–4 cm. Na szczycie nieco uwypuklone, pokryte cienką warstewką grzybni. Okrywa zewnętrzna pęka prawie do połowy na 4-9 ostrych, rozpostartych ramion. Owocniki gwiaździście rozpostarte osiągają 3–9 cm średnicy. Ramiona są grube, u młodych owocników pokryte mączystym, szarobrązowym nalotem. U okazów starszych ramiona odchylają się do dołu. Ramiona są wówczas ciemniejsze, zwykle popękane. Okrywa wewnętrzna początkowo kulistawa, później spłaszczona, ciemnobrązowa. Apofiza wyraźna, szeroka, promieniście pomarszczona. Ujście na szczycie stożkowate, brązowe, grzebieniaste z 18-25 karbami, otoczone wałeczkiem.
Zarodniki
Kuliste, brodawkowate.
Gatunki podobne
Gwiazdosza długoszyjkowego można pomylić z gwiazdoszem prążkowanym (Geastrum striatum).

## Występowanie
Rośnie od kwietnia do października, w lasach iglastych i mieszanych. Pojawia się pojedynczo lub po kilka. W Polsce gatunek rzadki. Znajduje się na Czerwonej liście roślin i grzybów Polski. Ma status V – zagrożony wyginięciem Znajduje się na listach gatunków zagrożonych także w Niemczech, Holandii, Litwie. W Polsce był gatunkiem ściśle chronionym, od 9 października 2014 r. nie znajduje się już na liście gatunków chronionych.